# باب البحر طرفاية
باب البحر طرفاية هو فيلم مغربي من إخراج داوود اولاد السيد سنة 2004، و بطولة كل من ثريا العلوي، محمد البسطاوي، محمد خيي، وآخرين.
قصة الفيلم مقتبسة عن رواية«حشيش» للكاتب يوسف فاضل وإن كان المخرج قد نقل وقائع الرواية و شخصياتها من أقصى شمال المغرب و تحديدا من بلدة المضيق القريبة من تطوان إلى منطقة الجنوب. والموضوعة الرئيسية التي يعمد الفيلم إلى الاقتراب منها هي موضوعة الهجرة السرية بكل ما تحمله من مآس و أحلام وهلوسات.

## القصة
يعالج الفيلم ظاهرة الهجرة السرية بالمغرب و لكن بطريقة و مكان جديدين، حيث تدور الأحداث بمدينة طرفاية في قلب الصحراء المغربية و محاولة العديد من الشبان الهجرة نحو جزر الخالدات الإسبانية. الفيلم جمع بطريقة تصوير جميلة بين الصحراء و المياه ركز فيها المخرج على المناظر الطبيعية و جمالها في نفس الآن مع علاج هذا المشكل العويص الذي لازم المجتمع المغربي و بات الوسيلة الوحيدة لشبانه من أجل تحقيق حلم الهجرة.

## روابط خارجية
- الفيلم على موقع imdb
- الفيلم على موقع السينما.كوم